# Catheterization and Cardiovascular Interventions
Catheterization and Cardiovascular Interventions (skrót: Catheter Cardiovasc Interv, CCI) – amerykańskie czasopismo naukowe dotyczące kardiologii interwencyjnej; wydawane od 1999. Oficjalny organ Society for Cardiovascular Angiography and Interventions (SCAI). Miesięcznik.
Wydawcą jest koncern wydawniczy John Wiley & Sons. Czasopismo jest recenzowane i obejmuje szeroki zakres chorób sercowo-naczyniowych. Publikowane są materiały zawierające wyniki kliniczne, które pochodzą z inwazyjnych technik kardiologicznych stosowanych w naczyniach wieńcowych lub obwodowych. Czasopismo skupia się na materiałach, które mają natychmiastową praktyczną wartość wdrożeniową. Oprócz prac oryginalnych publikowane są również raporty wstępne (Preliminary Reports), opisy toczących się prac/badań (Work In Progress), opisy przypadków, recenzje oraz artykuły i komentarze redakcyjne. Redaktorem naczelnym czasopisma jest Steven R. Bailey – związany z University of Texas Health Science Center w San Antonio. 
Pismo ma współczynnik wpływu impact factor (IF) wynoszący 2,602 (2017) oraz wskaźnik Hirscha równy 104 (2017). 
W międzynarodowym rankingu SCImago Journal Rank (SJR) mierzącym znaczenie i prestiż poszczególnych czasopism naukowych „Catheterization and Cardiovascular Interventions" zostało w 2017 roku sklasyfikowane na:
- 38. miejscu wśród czasopism z zakresu radiologii, medycyny nuklearnej oraz obrazowania[6]
- 67. miejscu wśród czasopism z zakresu kardiologii i medycyny sercowo-naczyniowej[7].

W polskich wykazach czasopism punktowanych przez Ministerstwo Nauki i Szkolnictwa Wyższego publikacja w tym czasopiśmie otrzymywała 25 punktów (lata 2013-2016).